# Moritz Rott
Moritz Rott, eigentlich Moritz Rosenberg (* 17. September 1796 in Prag; † 11. März 1867 in Berlin) war ein Theaterschauspieler – vor allem komödiantischer Virtuose und Heldendarsteller – und Theaterregisseur.

## Leben
Rott war der Sohn eines Kaufmanns und sollte nach dem Wunsch seiner Familie Medizin studieren. Dieses Studium an der Karls-Universität gab er schon bald auf und strebte nun an, seinen Lebensunterhalt in der Buchhaltung einer Prager Firma zu verdienen. 
Nach ersten Auftritten mit einer Laientruppe versuchte Rott als Schauspieler zu reüssieren. Er ging nach Wien zu Adolf Bäuerle, über den er dann auch den Hofschauspieler Koch und den Schriftsteller Ferdinand Raimund kennenlernte. 
Seit 1817 am Josefstädter Theater Wien, spielte er später in Lemberg, Olmütz, Linz und Leipzig, 1821 wieder am Theater an der Wien, wo er seit 1824 auch Regie führte. 1826 hatte er Gastspiele am Berliner Hoftheater, dann wieder in Wien (auch am Burgtheater) und 1829 in Leipzig am Hoftheater. 1832 wurde er an das Berliner Hoftheater verpflichtet. Nachdem sich stimmliche Probleme eingestellt hatten, ging er 1856 in den Ruhestand. Für ein paar Jahre nahm er zwar noch einzelne Verpflichtungen wahr und führte verschiedene Gastspielreisen durch, lebte anschließend aber zurückgezogen in seiner Berliner Wahlheimat.
Er betätigte sich auch als dramatischer Dichter.
Moritz Rott starb nach langem Leiden am 11. März 1867 im Alter von 70 Jahren in Berlin. Beigesetzt wurde er auf dem Dreifaltigkeitsfriedhof I vor dem Halleschen Tor. Das Grab ist nicht erhalten.